# The Menu
The Menu är en amerikansk skräck-komedifilm från 2022, regisserad av Mark Mylod och skriven av Seth Reiss och Will Tracy.
Filmen hade världspremiär vid den 47:e Toronto International Film Festival den 10 september 2022 och svensk premiär på Stockholms filmfestival den 17 november samma år, en dag före filmens biopremiär i USA och Sverige.

## Handling
Den unga matfantasten Tyler bjuder med sin dejt till en exklusiv restaurang, där den världsberömda kocken Julian Slowik bjuder en väl utvald grupp gäster på en mycket speciell meny.
Ju längre kvällen pågår, så inser gästerna på restaurangen att de alla valts ut med ett speciellt syfte och att Slowik har något mycket mörkare planerat med sin meny.

## Rollista (i urval)
- Ralph Fiennes – Julian Slowik
- Anya Taylor-Joy – Margot
- Nicholas Hoult – Tyler
- Hong Chau – Elsa
- Janet McTeer – Lillian
- Paul Adelstein – Ted
- John Leguizamo – filmstjärna